# Wiedemannia angelieri
Wiedemannia angelieri är en tvåvingeart som beskrevs av Vaillant 1967. Wiedemannia angelieri ingår i släktet Wiedemannia och familjen dansflugor. Inga underarter finns listade i Catalogue of Life.